# Unni Drougge

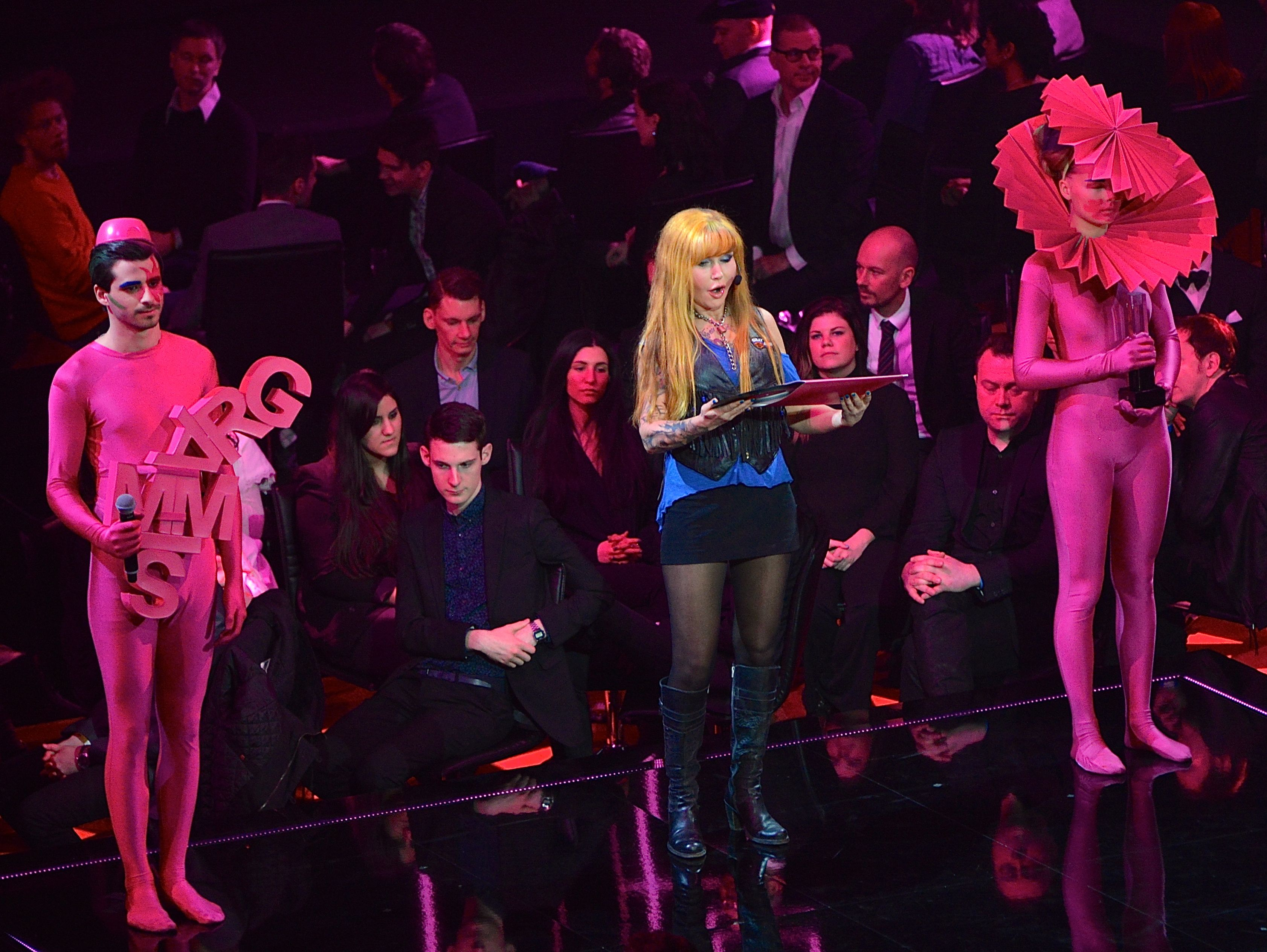
Unni Drougge 2013 på Grammisgalan på Cirkus, Stockholm.

Unni Lis Jorunn Drougge, född Wennberg, ursprungligen Unni Lis Wennberg, född 1 april 1956 i Lund, är en svensk författare, krönikör och journalist.

## Biografi
Drougge växte upp i en läkarfamilj. Hon avbröt gymnasiet och arbetade i stället på en kibbutz i Israel. Senare tog hon en fil. kand. i psykologi. Hon levde även under 1980-talet några års gröna vågen-liv i Buus på den skånska landsbygden tillsammans med sin dåvarande make Mats Drougge, med vilken hon har fem barn. De utgav undergroundmagasinet April och grundade SAMAE - Sammanslutningen av medvetet arbetsskygga element, en satirisk rörelse mot svensk arbetsmarknadspolitik som väckte uppmärksamhet i svenska media. Senare startade de tidningen Slitz. Tidningsmakeriet ledde så småningom fram till Drougges författardebut. Sedan 1991 är hon bosatt i Stockholm.

### Författarskap
Unni Drougges författarskap rör sig runt teman som feminism, relationer, punkrörelsen och droger. I debutromanen "Jag jag jag" skildrade hon punkens framväxt ur hippierörelsen med utgångspunkt från Skåne. I "Heroine" djupdyker hon i Anonyma Narkomaners verksamhet genom att beskriva en kvinnas förhållande till en heroinist. 
Under debatten kring fildelning av upphovsrättsskyddat material i Sverige i och med tingsrättens dom mot The Pirate Bay lade Drougge 2009 ut Boven i mitt drama kallas kärlek som ljudbok på The Pirate Bay. Istället för betalning erbjöds en möjlighet att ge donationer via PayPal efter "egen kassa och förnuft". I en kommentar till boken ger Drougge stöd för fritt utbyte av kunskap och kultur samt för ett fritt och demokratiskt Internet utan rutinmässig avlyssning och godtycklig kränkning av medborgarna.